# Gaspara Stampa
Gaspara Stampa (1523 – 23 de abril de 1554) foi uma poeta italiana. Ela é considerada a maior poeta do Renascimento italiano e por muitos a maior poeta italiana de todas as épocas.

## Biografia

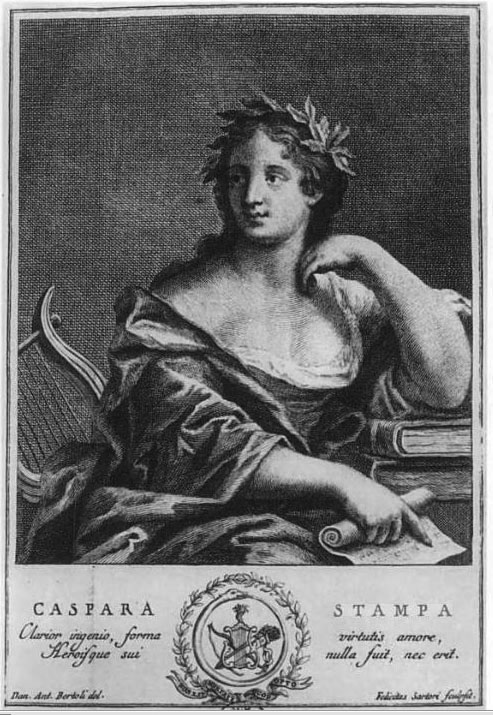
Retrato de Gaspara Stampa, 1738, de Daniel Antonio Bertoli/Felicitas Sartori. Achille Bertarelli Print Collection, Castello Sforzesco, Milão.

O pai de Gaspara, Bartolomeo, pertencia a um ramo menor da família Stampa. Ele era comerciante de joias e ouro em Pádua, onde ela e seus irmãos Cassandra e Baldassarre nasceram. Quando Gaspara tinha oito anos, seu pai morreu e sua mãe, Cecília, mudou-se para Veneza com os filhos, a quem educou em literatura, música, história e pintura. Gaspara e Cassandra se destacaram em cantar e tocar alaúde, possivelmente devido ao treinamento de Tuttovale Menon.
No início, a casa de Stampa tornou-se um clube literário, visitado por muitos escritores, pintores e músicos venezianos conhecidos. Há evidências de que Gaspara executava madrigais de sua própria composição.
Quando seu irmão morreu em 1544, Stampa sofreu muito e pretendeu se tornar freira. No entanto, após um longo período de crise, ela voltou para la dolce vita ("a doce vida") em Veneza. Em 1550, Stampa tornou-se membro da Accademia dei Dubbiosi sob o nome de "Anaxilla".
Nessa época, ela iniciou um caso de amor com o conde Collaltino di Collalto. Foi a ele que ela acabou dedicando a maior parte dos 311 poemas que escreveu. O interesse do conde por ela aparentemente esfriou, talvez em parte devido às suas muitas viagens saindo de Veneza. O relacionamento terminou em 1551.
Stampa entrou em prostração física e depressão, mas o resultado desse período é uma coleção de belos, inteligentes e assertivos poemas nos quais ela triunfa sobre Collaltino, criando para si uma reputação duradoura. Ela deixa claro em seus poemas que usa sua dor para inspirar a poesia, daí sua sobrevivência e fama.
Entre 1551 e 1552, Stampa viveu um período de relativa tranquilidade; ela começou um novo relacionamento, desta vez com Bartolomeo Zen. Durante 1553 e 1554, sofrendo de problemas de saúde, passou alguns meses em Florença, esperando que o clima mais ameno pudesse curá-la. Voltando a Veneza, adoeceu com febre alta e, após quinze dias, morreu em 23 de abril de 1554. No registro paroquial consta a causa de sua morte como febre, cólica e mal de mare ("doença do mar").

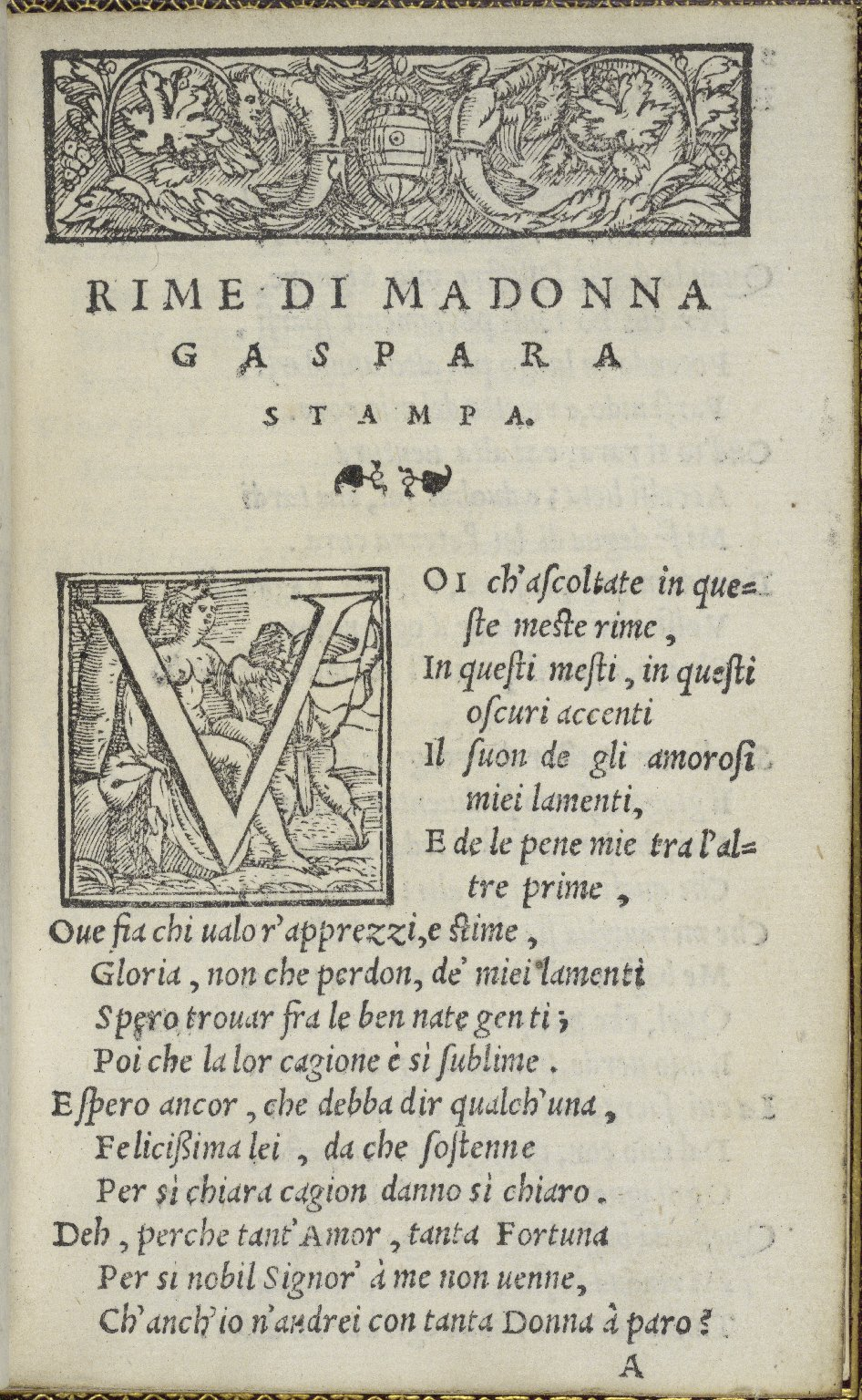
A primeira página do Rime de Gaspara Stampa, 1554

## Literatura
A primeira edição da poesia de Gaspara Stampa, Rime di Madonna Gaspara Stampa, foi publicada postumamente em outubro de 1554 pelo impressor veneziano Plinio Pietrasanta . A coleção foi editada por sua irmã Cassandra. Foi dedicado a Giovanni Della Casa .
A coleção de poemas de Stampa tem a forma de um diário: Gaspara expressa felicidade e angústia emocional, e seus 311 poemas compõe uma das mais importantes coleções de poesia feminina do século XVI.
O poeta alemão Rainer Maria Rilke refere-se a Gaspara Stampa na primeira das suas Elegias de Duino ; que muitas vezes é considerado seu maior trabalho.